# Radio Rumänien International
Radio Rumänien International (RRI, rumänisch: Radio România Internațional) ist der Auslandsdienst des öffentlich-rechtlichen rumänischen Hörfunks Societatea Română de Radiodifuziune (SRR). Bis Ende 1989 trug der Sender den Namen Radio Bukarest.

## Geschichte
Nach ersten experimentellen Radiosendungen Ende der 1920er-Jahre, die bis nach Australien zu hören waren, begannen reguläre fremdsprachige Sendungen aus Rumänien 1933 mit Vorträgen auf Französisch und Deutsch, wohl auch auf Englisch und Italienisch. 1936 wurde die Reichweite durch den Langwellen-Sender Brașov erhöht. Am 12. Februar 1939 startete der Überseedienst auf Kurzwelle mit englischsprachigen Sendungen für die USA anlässlich der Weltausstellung in New York. Während des Zweiten Weltkriegs wurden von Radio Bukarest Dienste in den Sprachen Deutsch, Französisch, Englisch, Italienisch, Griechisch, Türkisch, Serbisch, Russisch und Ukrainisch betrieben.  Zum Jahresende 1944 führte dann der Sender Dacia Romana den Betrieb auf Deutsch, Englisch, Russisch, Französisch und Ungarisch fort, nachdem sich Rumänien von den Achsenmächten abgewandt und den Alliierten angeschlossen hatte. Das Funkhaus wurde im August 1944 bei einem deutschen Bombenangriff zerstört.
Nach dem Krieg wurde am 10. Juli 1950 die erste Sendung von Radio Bukarest in rumänischer Sprache auf Kurzwelle für das Ausland ausgestrahlt, um rumänische Exilanten vor allem in den USA anzusprechen. Es handelte sich um politische Propagandasendungen. In den folgenden Jahren wurden weitere Dienste eingeführt. 1957 sendete man in elf Sprachen (Russisch, Englisch, Französisch, Deutsch, Italienisch, Spanisch, Türkisch, Farsi, Jiddisch, Griechisch und Serbisch). Hinzu kam ein Programm auf Portugiesisch, seit 1961 auch eines auf Arabisch. Eine eigene russische Redaktion für Kurzwellensendungen wurde 1975 gegründet.
Während der Wende in Osteuropa zeigte sich Radio Bukarest, wie Radio Berlin International, einer selbstkritischen Darstellung nicht zugänglich und brachte „weiterhin Erfolgsmeldungen“. Unmittelbar nach dem Ende des Ceaușescu-Regimes wurde der Sender 1989 in Radio Rumänien International umbenannt. Die erste Sendung des neuen Auslandsdienstes war eine Dauersendeschleife, in der in mehreren Sprachen das Ende des alten Regimes bekanntgegeben wurde. Zu Weihnachten 1989 wurden die Sendungen mit einem Gottesdienst wieder aufgenommen. Der deutsche Dienst war seit dem 24. Dezember 1989 wieder auf Sendung. Zu Silvester entschuldigte man sich für die in den Jahren zuvor gesendete Propaganda. Die deutschsprachigen Redakteure wurden ausgewechselt. Der neugegründete Sender unterhielt seitdem drei Redaktionen: Radio Rumänien Live produzierte Programme für Auslandsrumänen; Open Radio brachte Sendungen in Fremdsprachen für Hörer im Ausland (ab 1991 auf Aromunisch, ab 1993 auf Ungarisch, seit 1995 auf Bulgarisch, seit 1999 auch auf Chinesisch); und die Redaktionsgemeinschaft „Hertzsche Brücken“ brachte  ab 1990 neue Fremdsprachenprogramme, die sich an die osteuropäischen und südosteuropäischen Nachbarländer in deren Landessprachen richteten. Im März 2004 wurden die Sendungen auf Griechisch (seit 1950), Portugiesisch (seit 1955), Türkisch (seit 1957), Ungarisch (seit 1993) und Bulgarisch (seit 1995) eingestellt.

## RRI heute
Radio Rumänien International ist der öffentlich-rechtlichen Radiogesellschaft Societatea Română de Radiodifuziune (SRR) eingegliedert, die 1928 gegründet worden war. Der Programmauftrag ergibt sich aus Artikel 16 des Rundfunkgesetzes von 1994.
Seit 2017 deckt das Angebot 13 Sprachen ab: Rumänisch und Aromunisch (seit 1991) sowie Deutsch, Englisch, Französisch, Italienisch, Spanisch (seit 1955), Serbisch (seit 1956), Arabisch (seit 1961), Russisch (seit 1975), Chinesisch (seit 1991), Ukrainisch (seit 1994) und Hebräisch (nur sonntags, seit 2017).
RRI ist über Satellit, über Kurzwelle und per Livestream im Internet zu hören. Die Kurzwellen-Sendeanlagen befinden sich in Tiganesti und Săftica nördlich von Bukarest sowie in Galbeni im Kreis Bacău. Außerdem werden die Programme von einigen Sendern auf UKW übernommen, um lokale Zielgruppen zu erreichen (sogenanntes Rebroadasting). Nachdem RRI einer der ersten Auslandsdienste war, die ihre Programme über World Radio Network ausstrahlten, um seine Reichweite angesichts des Vordringens der neuen Technik zu erhalten und auszubauen, leitete auch der Rückzug von RRI 2013 das Ende von WRN als ein Sammelkanal für Auslandsdienste ein.
Radio Rumänien International hat die beiden Kurzwellensendeanlagen in Tiganest und Galbeni 2008 mit amerikanischer Hilfe modernisieren lassen und sendet weiterhin umfangreich auf Kurzwelle über Amplitudenmodulation, auch  teilweise mit digitalem Standard (DRM). Allerdings ist der Bestand des Senders nicht gesichert. Pläne zu seiner Schließung wurden 2012 nur wegen der politischen Lage in der Regierung nicht mehr weiter verfolgt. Die Information der im Ausland lebenden Rumänen steht derzeit ganz im Vordergrund; die Fremdsprachenprogramme spielen in der rundfunkpolitischen Diskussion keine entscheidende Rolle mehr. Der Sender kann insgesamt im Europäischen Raum mit jedem Kofferradio sehr gut gehört werden.